# 洲本城
洲本城（日语：／ Sumoto-jō *）是一座位於日本兵庫縣洲本市（舊為淡路國津名郡）的城。別名為三熊城、須本城。續日本100名城之一。

## 歷史

### 中世、江戶時代
安宅氏原本生活在紀伊國熊野，在觀應元年（1350年）受大將軍足利義詮之命令，擊退沼島上的海盜，之後定居在淡路島，且成為守護細川氏的家臣。永正16年（1519年），擔任守護的細川尚春遭到三好之長討伐，導致淡路細川氏的滅亡。安宅氏趁此時在淡路各地築城，其中也包括洲本城。
築城年份有兩個說法，一為細川氏滅亡前的永正7年（1510年），另一個是在大永6年（1526年）。
天文18年（1549年），安宅氏收三好長慶親弟安宅冬康為養子，與三好氏一同鞏固畿內領域，扶持三好家的政權。永祿7年（1564年），冬康在飯盛城被迫自盡，之後城主由其子信康。天正9年（1581年），織田信長命羽柴秀吉發動淡路侵攻，安宅氏因不敵軍勢而開城投降。
天正10年（1582年），本能寺之變的發生使得淡路國人眾菅氏趁機奪取洲本城，羽柴秀吉立即派遣廣田蔵之丞前往淡路，安定該國的其他勢力。之後秀久領5萬石進入洲本城，作為首位領有令制國的羽柴氏家臣。同13年（1585年），秀久因在四國征伐立功而轉封至讚岐國，城主改由脇坂安治擔任。
天正13年（1585年），作為賤岳七本槍之一的脇坂安治領3萬石入城。為了守護主公所在的大阪城，安治對洲本城和城下町進行大規模的改修，現今該城大部分遺留下的建築物都在那時期建成。此外，安治在接受淡路水軍後，將洲本城命為水軍總部並成為豐臣水軍的核心。該水軍在之後的小田原征伐中發揮海上封鎖的作用。慶長14年（1609年），安治移封至伊予國大洲。同年由藤堂高虎接下城主之位，但是由代官治理洲本城。
慶長15年（1610年），姬路城城主池田輝政加封淡路國領地，但輝政並無使用洲本城，而是在岩屋的繪島新建岩屋城。同18年（1613年），輝政將淡路國給予三子忠雄，之後在由良新建由良成山城。兩城的規模皆比洲本城小，雖不能斷定池田氏不選擇洲本城的理由，但根據當時在淡路國支配的勢力，可推測洲本城的規模對池田氏而言難以治理。
元和元年（1615年），因兄長池田忠繼早逝，忠雄為了繼承岡山藩藩主之位，於是回到備前國岡山。之後蜂須賀至鎮因在大阪之役立功而獲淡路一國。蜂須賀氏起初據點在由良成山城，後以交通不便為由向幕府申請搬遷至洲本城，得到許可後於寬永8年（1631年）開始經過約4年的時間完成搬遷作業。然而搬遷後蜂須賀氏廢除上之城部分，只使用在山麓處的居館（下之城），之後該城交由稲田氏治理。下之城雖已在安土桃山時代建成，但現今看到的石垣和堀推測是在蜂須賀氏時期建造。

### 近代
明治4年（1871年），因明治維新而遭廢城。
昭和3年（1928年），為了紀念昭和天皇的即位式，洲本市於天守台上以鋼筋混凝土搭建模擬天守，至今為日本最悠久的模擬天守。
昭和58年（1983年），下之城部分被洲本市指定為市文化財。
平成11年（1999年），上之城部分被指定為國之史跡
。
平成29年（2017年），入選為續日本100名城（164號）。

## 構造

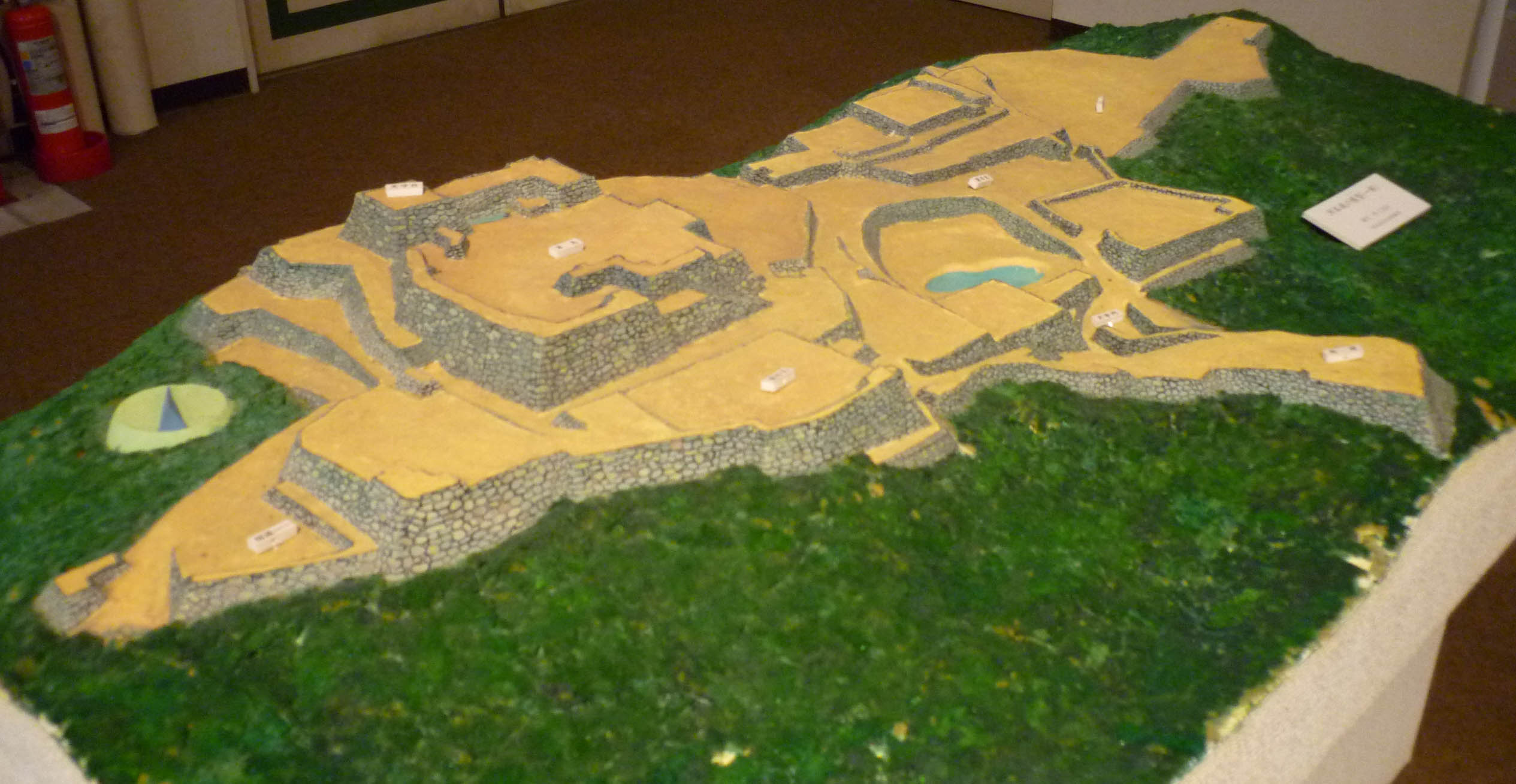
復元模型

洲本城的上之城位於標高132.6公尺的三熊山上，其涵蓋範圍東西約800公尺、南北約600公尺。主郭包含具有天守台的本丸、南側的南之丸以及東側的東之丸。在東之丸的東側為武者溜，南側為馬屋。南之丸的西側為儲藏米糧的籾藏。在西側為西之丸，該曲輪外圍大多以石垣圍繞。另外，現今在洲本八幡神社看到的「金天閣」，由蜂須賀忠英於寬永18年（1641年）建造，以作為御殿的一部份，其正面為唐破風玄關，可看到蜂須賀氏的家紋。此建築在昭和59年（1984年）被指定為兵庫縣文化財。
以下為各構造的描述：

### 本丸
位於洲本城中央偏北側的本丸，其設計為正方形結構，南側的大手口為內枡形虎口，西北側的搦手口為食違虎口。現今雖僅存天守台，但根據天守台的石垣大小以及周邊發現的瓦片，可知該天守建築具有一定的規模且構造為連結式，由石垣能看出工法為算木積。在本丸外圍的石垣均高五米，但僅有已與其他曲輪有高低差的東側未搭建，而其他三側是因曲輪間的高度差過小而做防禦工事。
在本丸的東側為山里郭，根據脇坂時代的城繪圖，當時為脇坂安治母親的住居處。

### 南之丸
南之丸依據地形分為東西兩區。東側的東南隅存在著櫓台跡，該遺跡的東面石垣發現具有明顯的增築跡象。西側為籾藏，周為由土壘圍繞，在更西側設有一門，該門設計為外枡形虎口。

### 東之丸
東之丸分為南北兩區域，北側為二段郭，南側為以日月池為中心的水之手郭，在東側的東二之門為該曲輪唯一的枡形虎口。水之手郭為若遇籠城戰時不可或缺的部分，該區的日月池可作為即時的水源，因此在南側石垣曾做補強作業。
洲本城最古老石垣在東之丸的二段郭，推測是在仙石久秀以石垣築城時建造。在本丸和東之丸外圍的石垣隅角可發現名為「シノギ角」的工法，該工法與隅角為直角的算木積相比，隅角呈鈍角。

### 武者溜
在洲本城東端的武者溜為最大規模的曲輪，其東側的東一之門作為洲本城的出入口。該曲輪未發現建物痕跡，推論該區作為軍隊的屯駐地，或者是當緊急事態發生時，作為領民的避難場所。

### 馬屋
馬屋位在東之丸的南側，為洲本城的最南端。該曲輪形狀與舌頭相似，其機能不明。北側的大手門與南之丸的西門一樣為外枡形虎口。

### 西之丸
由南之丸的西門向西200公尺為西之丸，該曲輪的南面由石垣築成，而在該面的南側更建構了畝狀豎堀。北面則是以天然形成的岩石層作為堡壘。

### 豎石垣
在天守台和東之丸分別有一豎石垣連至山腳居館部的石垣。東側的豎石垣是由下之城東面石垣（現無殘存）連至東之丸，西側的豎石垣則是由下之城西面石垣（現無殘存）連至本丸天守台。豎石垣有兩個作用，一為將上之城和下之城一體化，另一個是確保兩處有可連結的通道。該豎石垣群可推定在文祿慶長時期所建。

### 古屋敷
位在下之城的西北方，三熊山北斜面的山腰處。該處推測作為脇坂期家臣團的住居。因發現西側豎石垣的構造內含古屋敷，故推論古屋敷是在脇坂初期建成。

### 下之城
現在正面的虎口為外枡形結構，但在蜂須賀時期為內枡形結構。

### 石材選用
因三熊山為和泉砂岩組成的岩山，所以在脇坂時期是選用和泉砂岩改建洲本城。但於下之城是採用洲本川北側名為石之谷採石場的花岡岩建造。東側的豎石垣，在中段部分是混合和泉砂岩和花崗岩，越是往山麓處，花岡岩使用的比例更多。西側的豎石垣則是未使用花崗岩，全使用和泉砂岩。

## 圖片

### 上之城

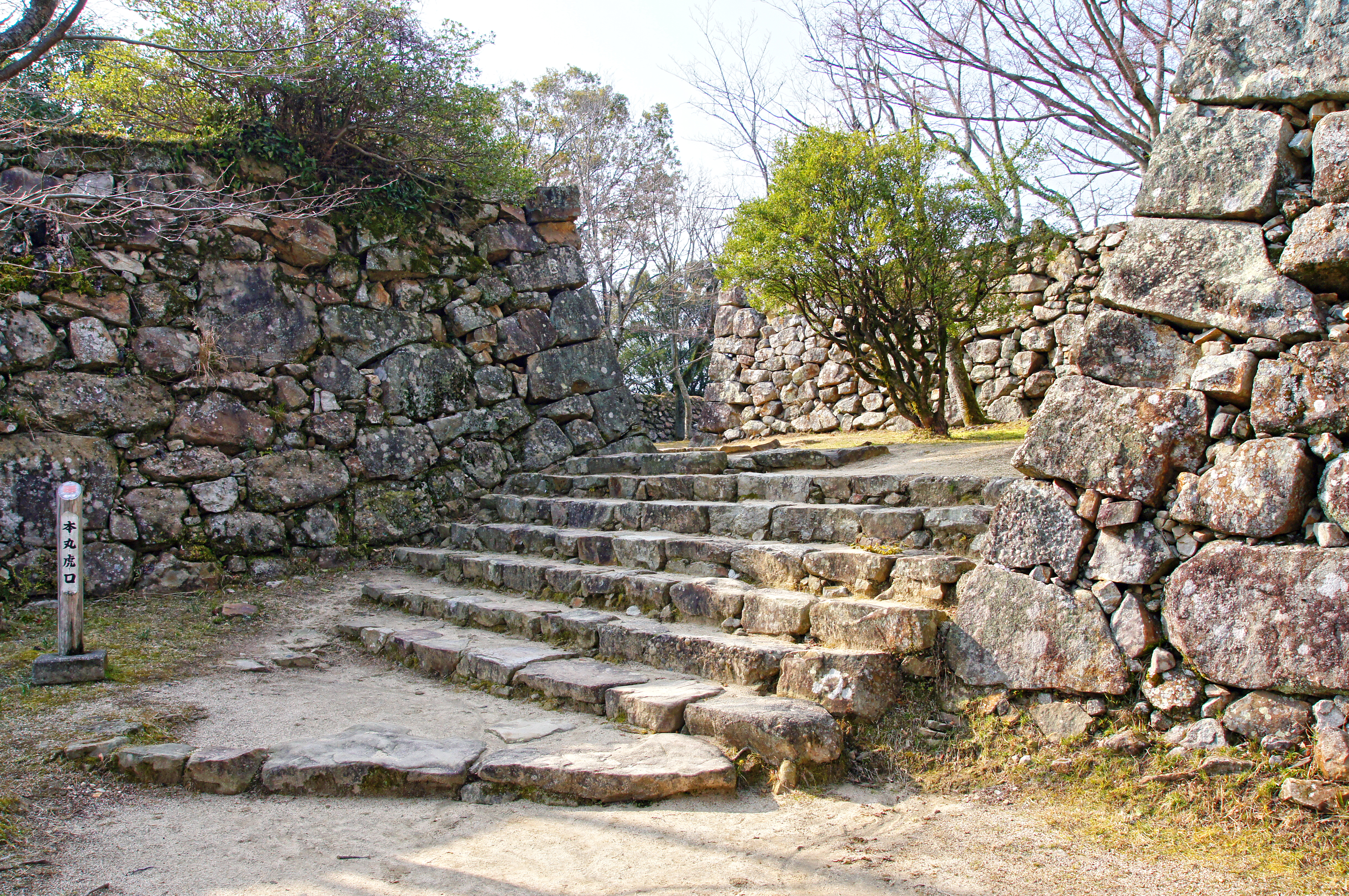
本丸虎口
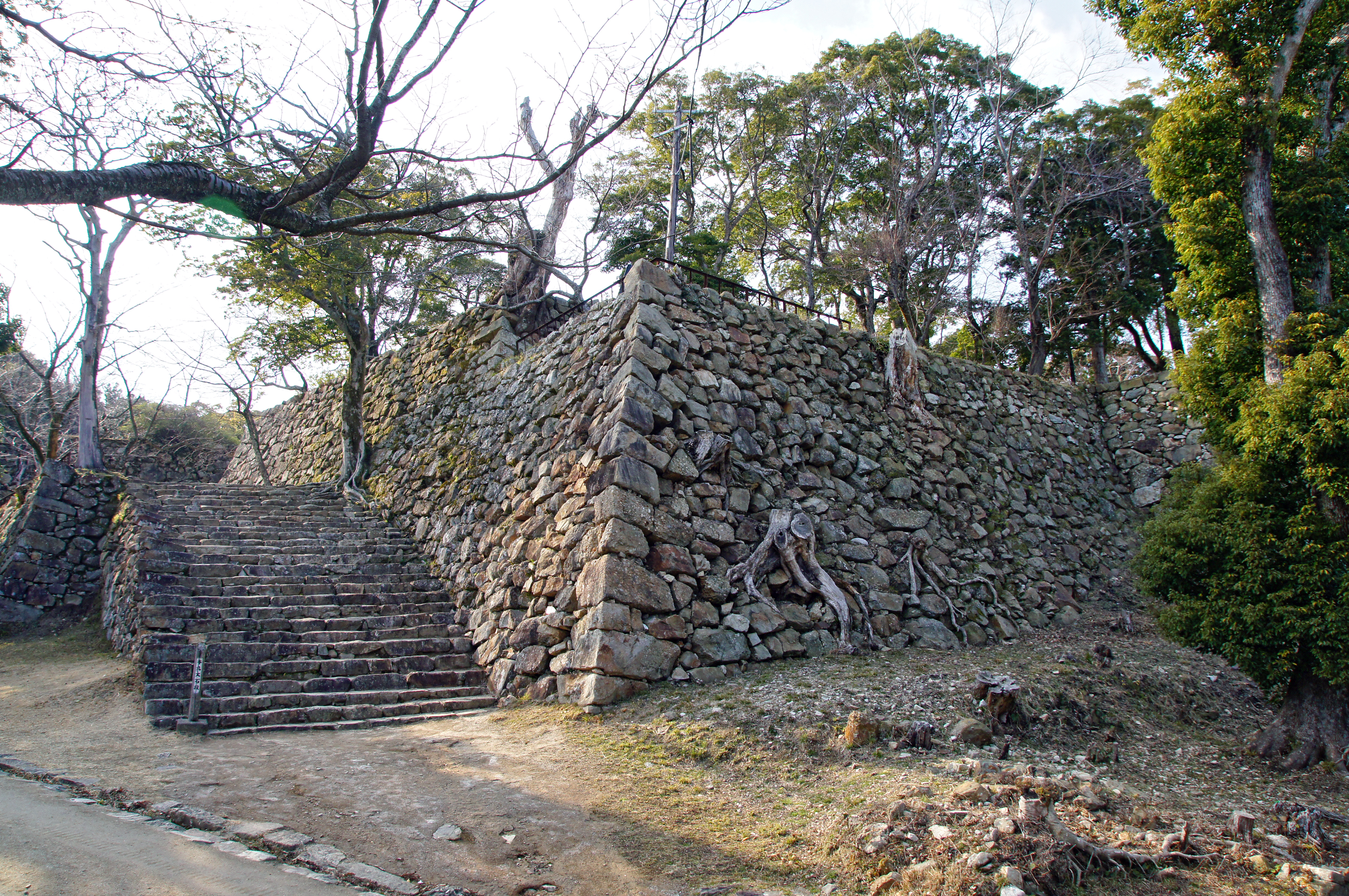
本丸石垣和石階
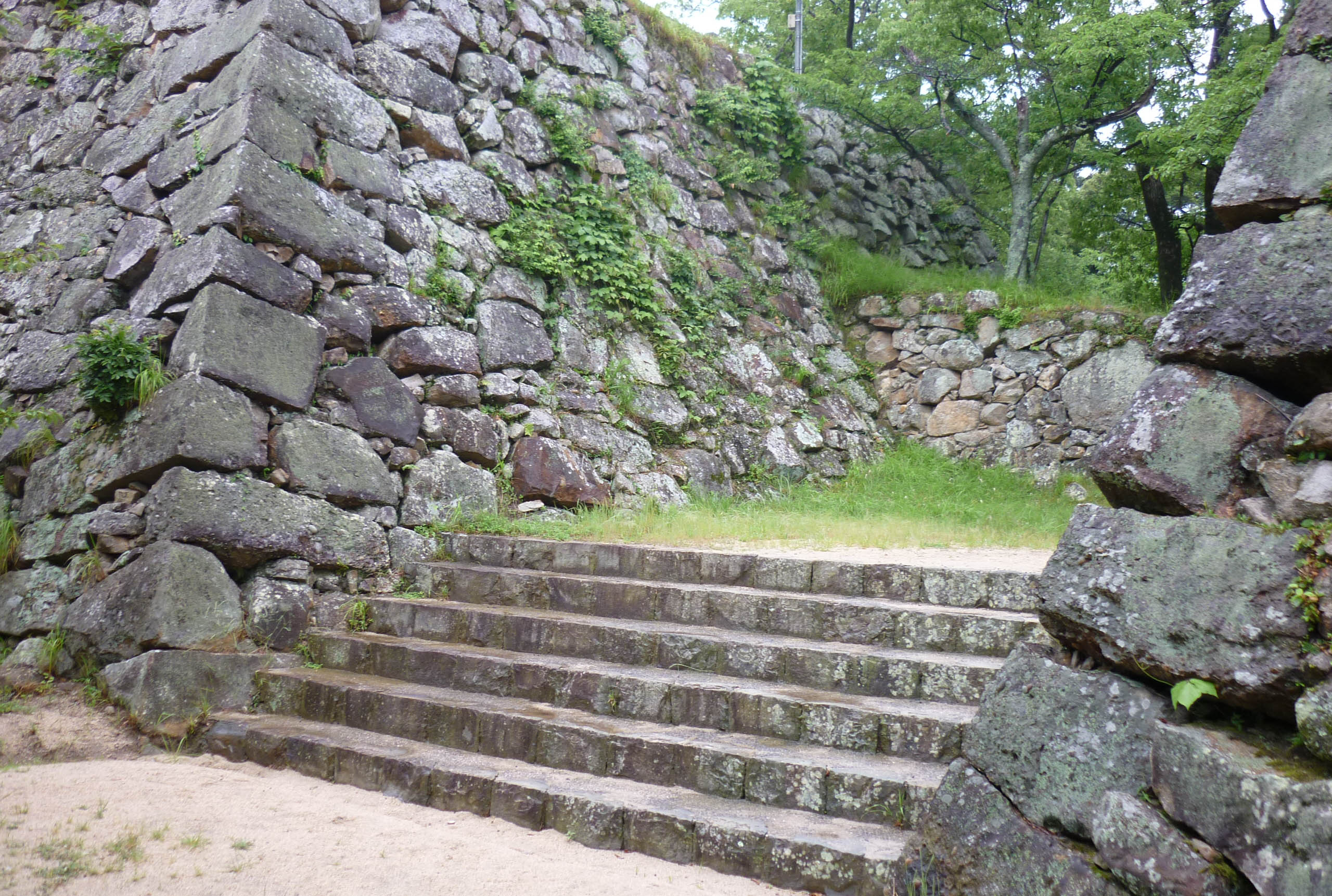
搦手門
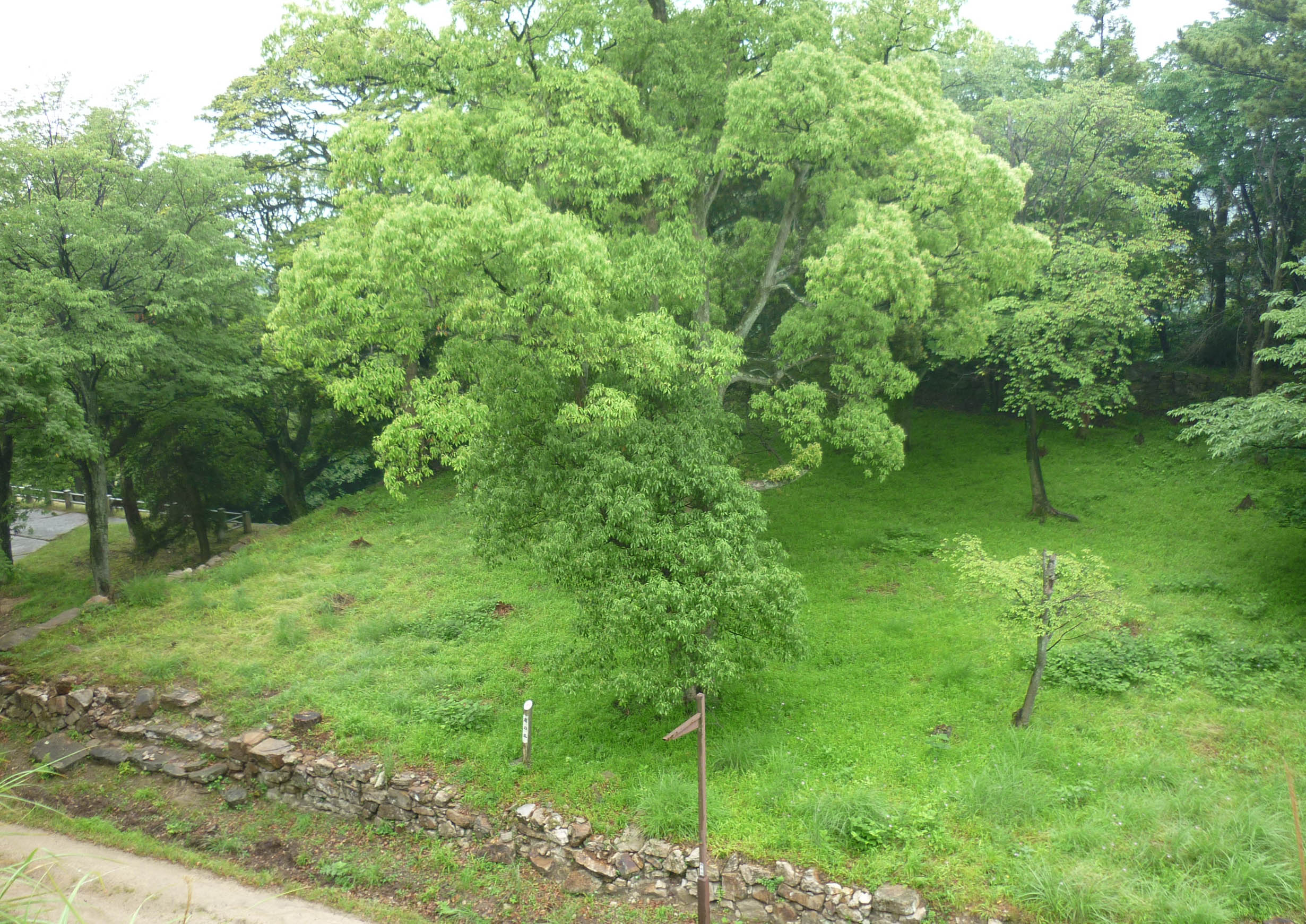
南之丸跡
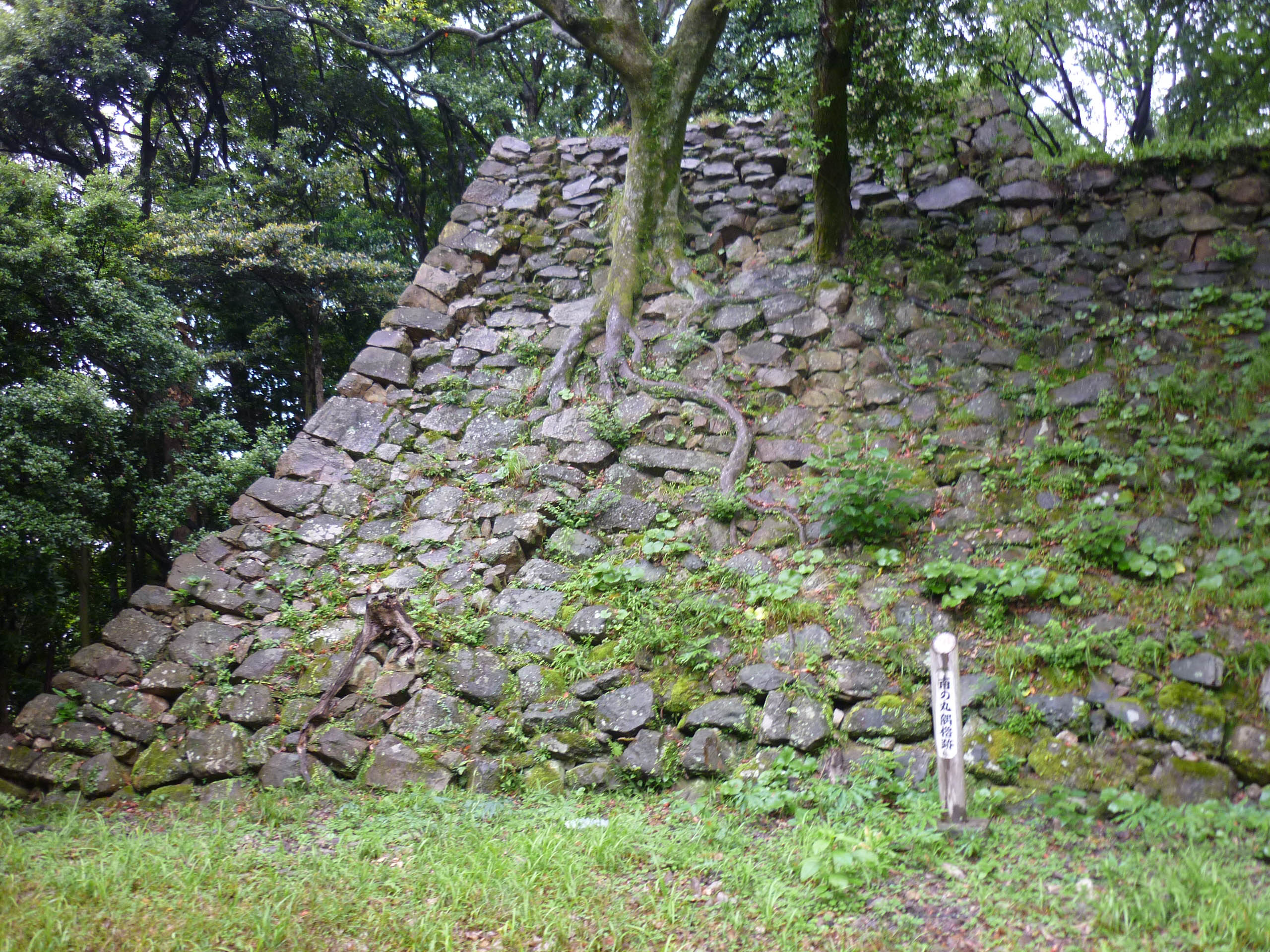
南之丸隅櫓跡
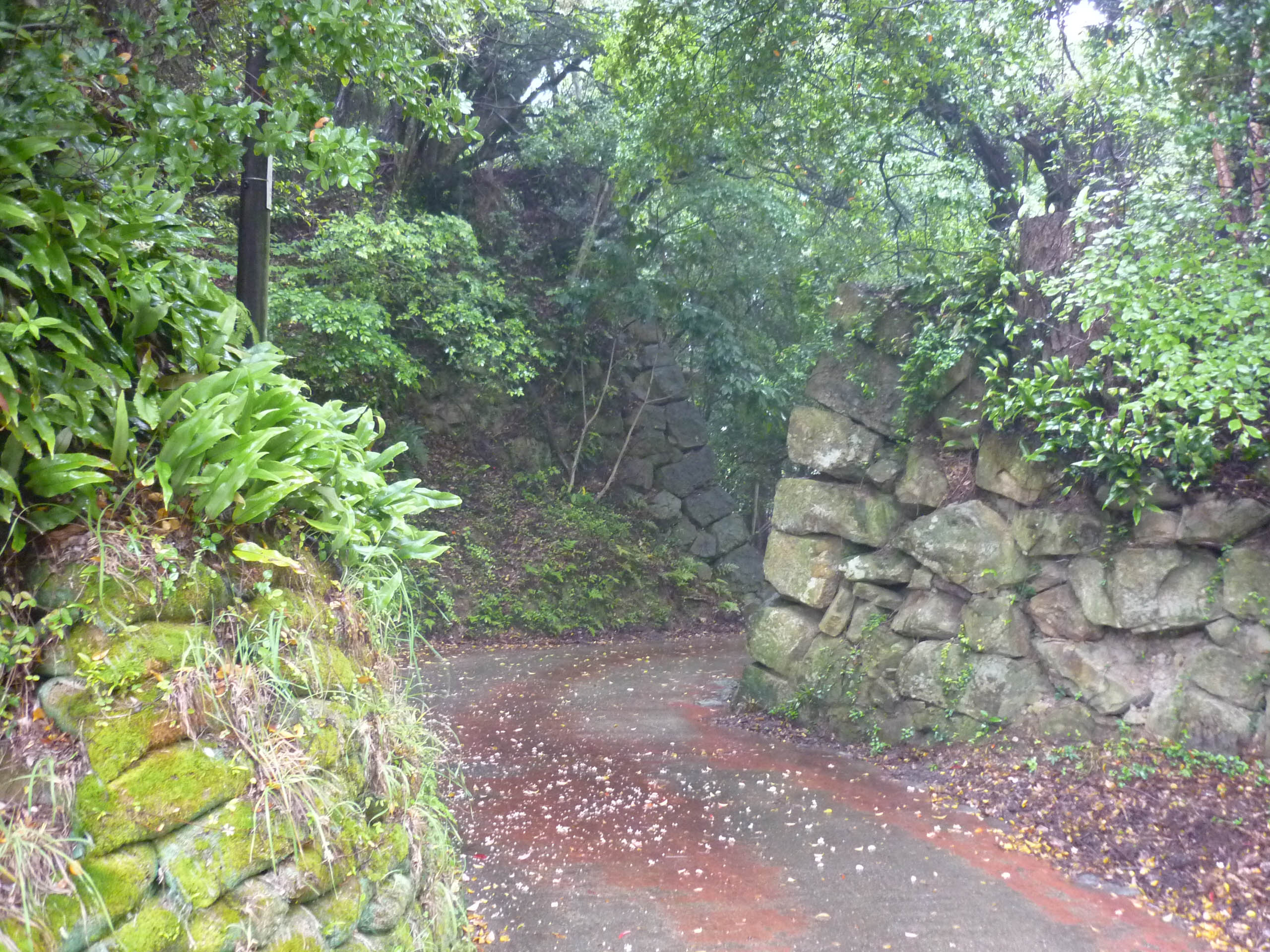
東二之門跡
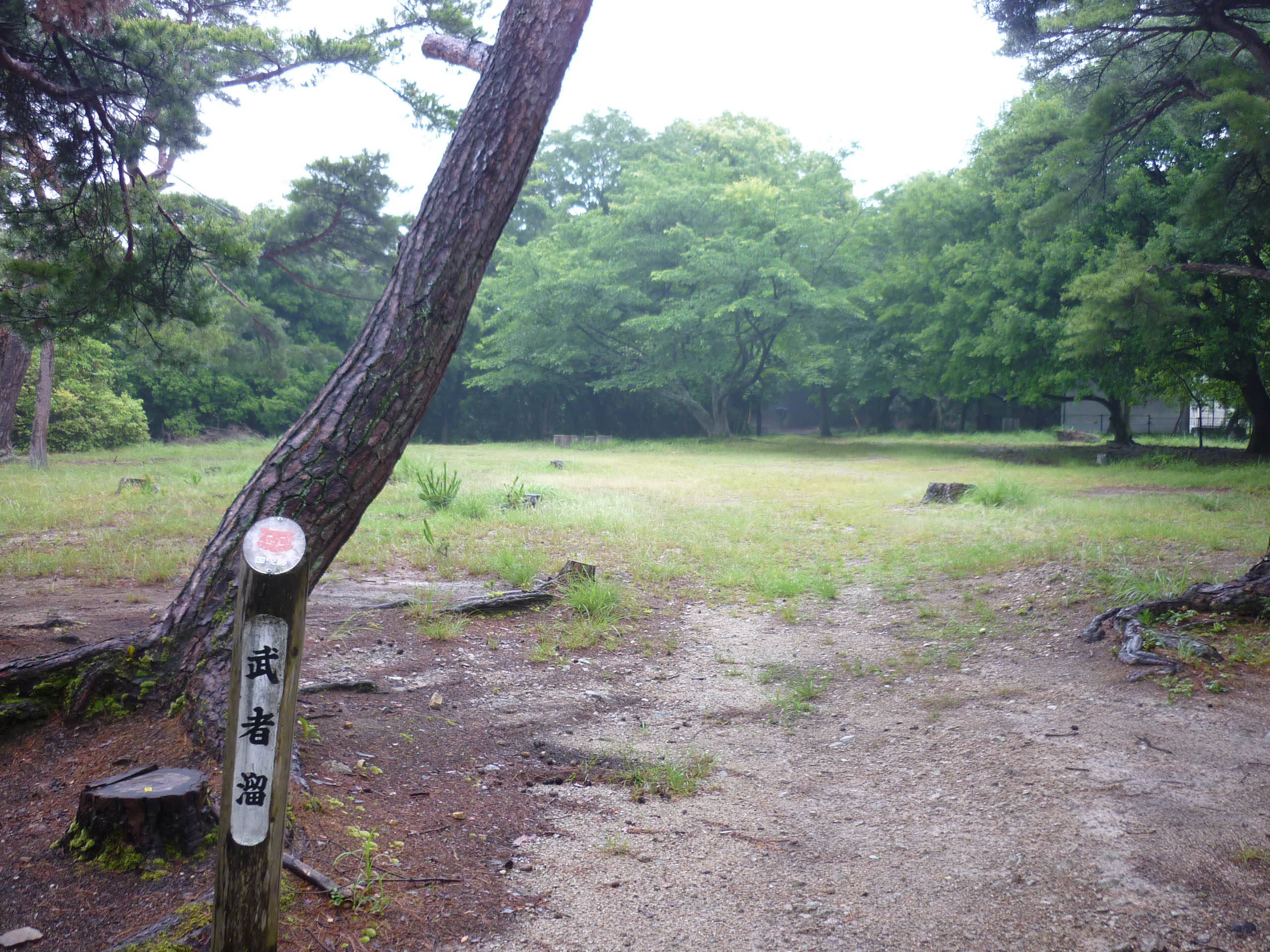
武者溜跡
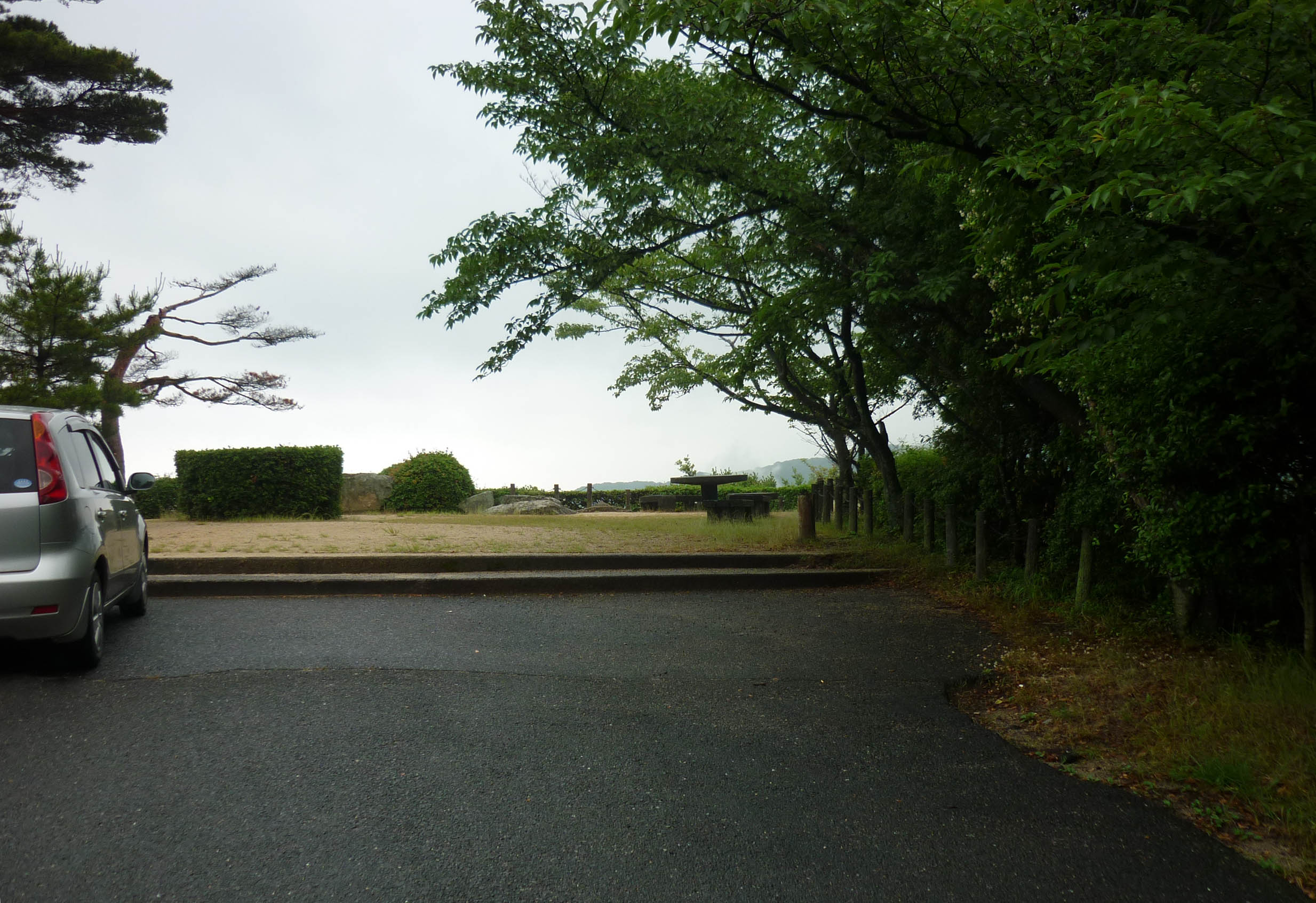
馬屋跡
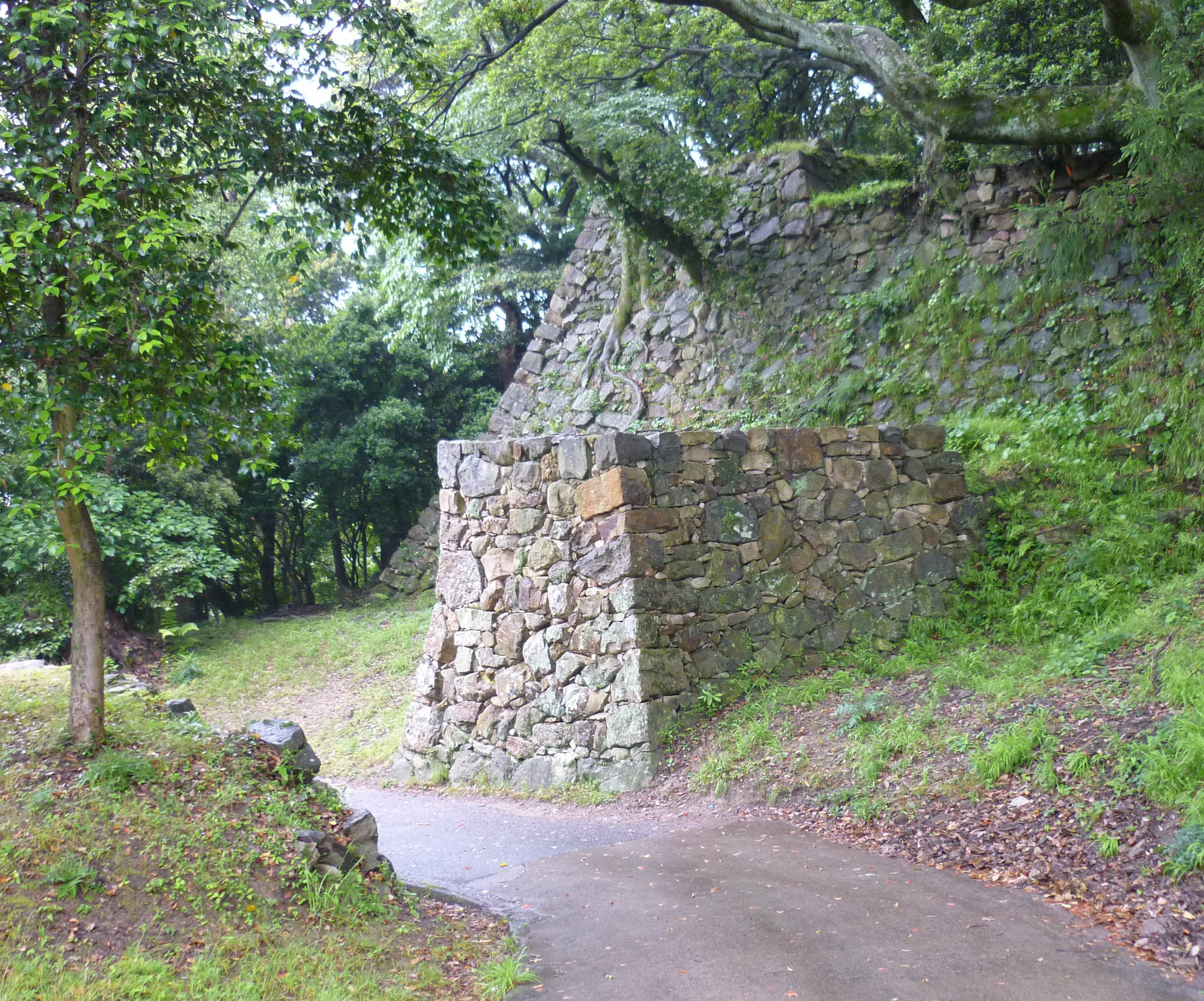
櫓台跡
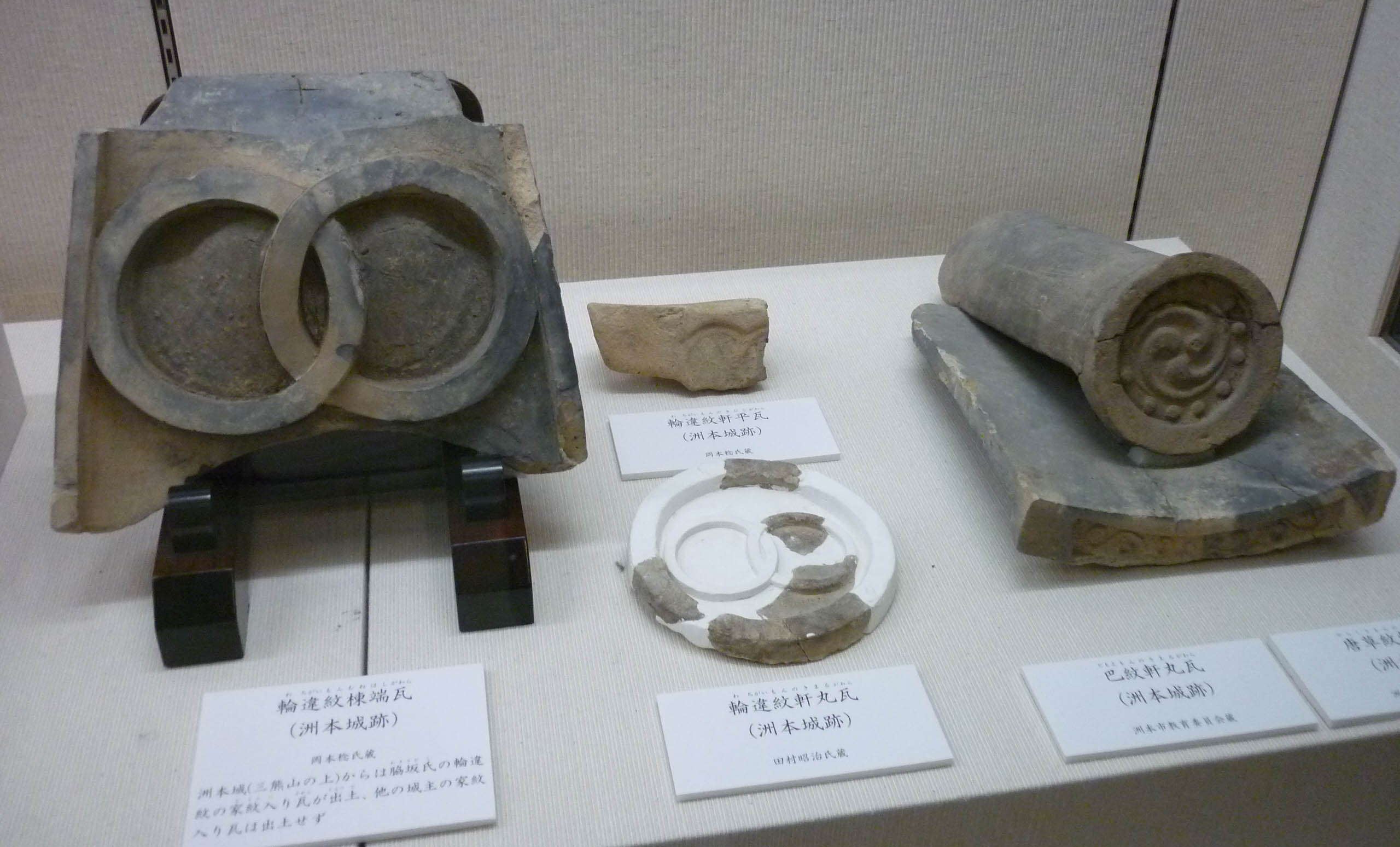
出土瓦

### 下之城

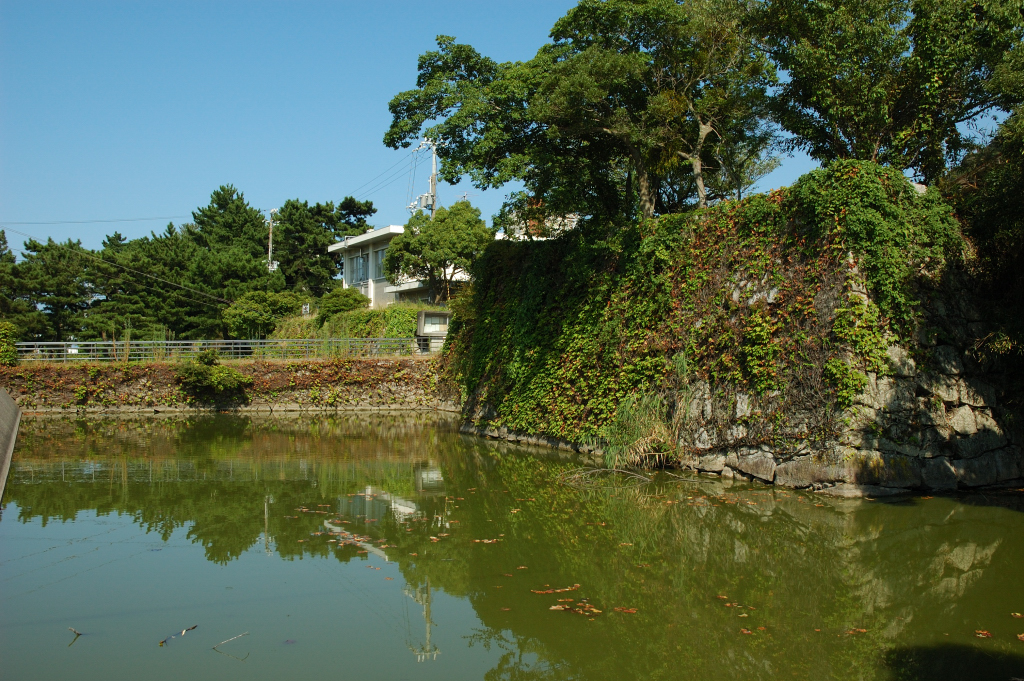
石垣和堀
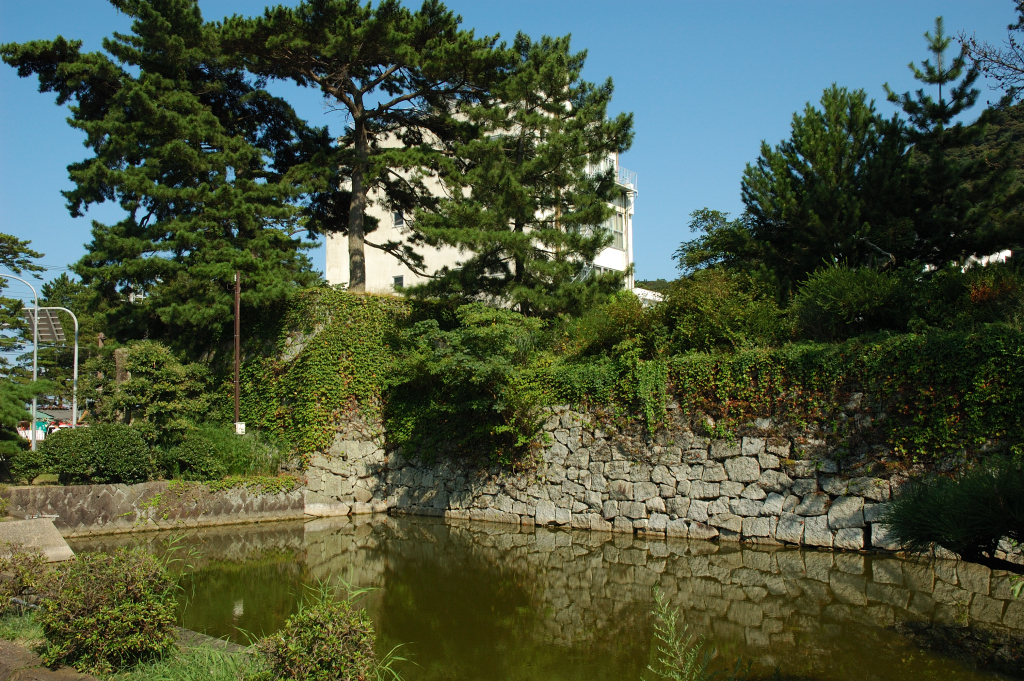
櫓台和堀
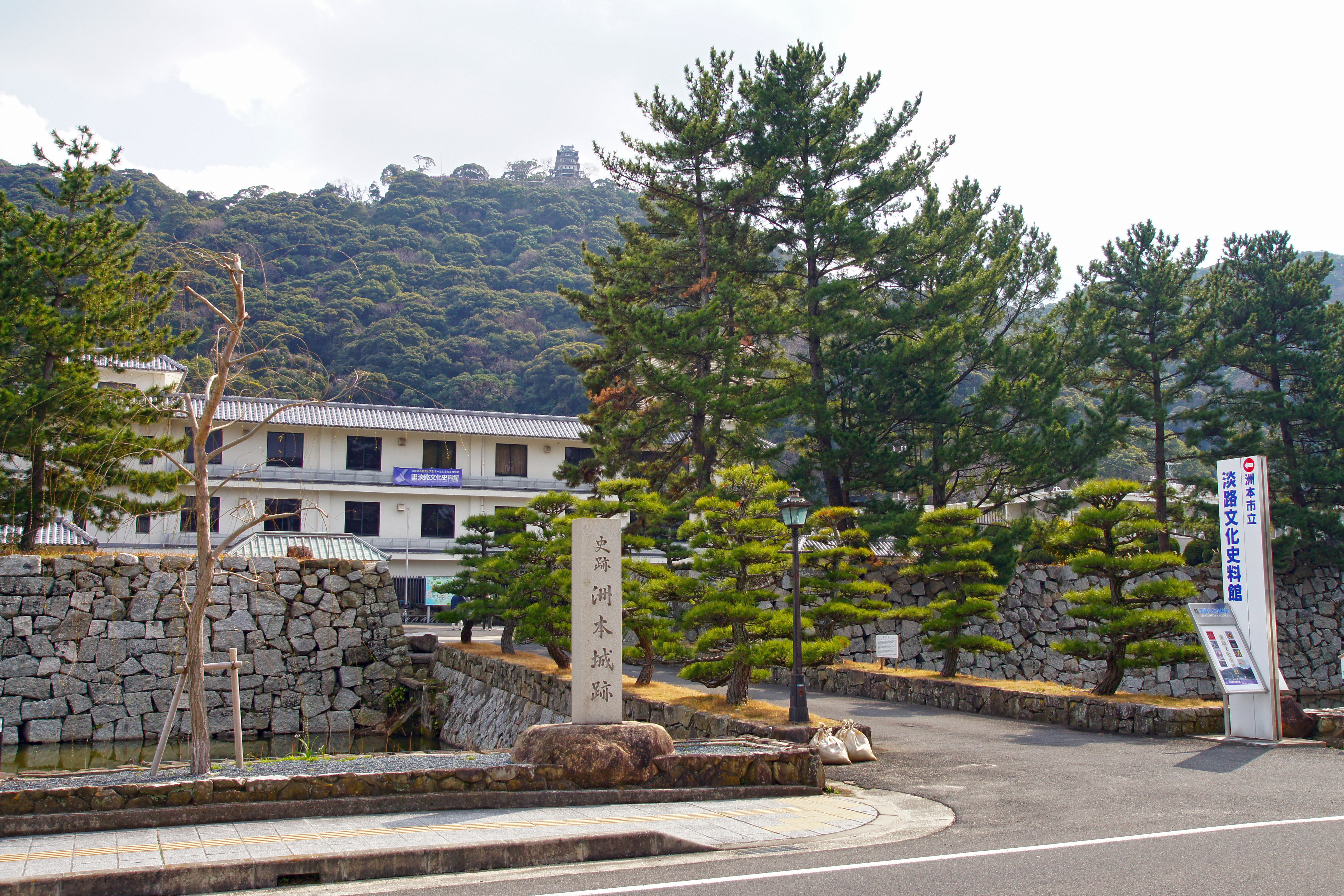
洲本市立淡路文化史料館和遠方天守

## 歷代城主
| 就任期間   | 氏族     | 城主       |
| ---------- | -------- | ---------- |
| 1526～1549 | 安宅氏   | 安宅治興   |
| 1549～1564 | 安宅氏   | 安宅冬康   |
| 1564～1578 | 安宅氏   | 安宅信康   |
| 1578～1581 | 安宅氏   | 安宅清康   |
| 1582       | 菅氏     | 菅達長     |
| 1582～1585 | 仙石氏   | 仙石秀久   |
| 1585～1609 | 脇坂氏   | 脇坂安治   |
| 1609       | 藤堂氏   | 藤堂高虎   |
| 1631～1652 | 蜂須賀氏 | 蜂須賀忠英 |
| 1652～1666 | 蜂須賀氏 | 蜂須賀光隆 |
| 1666～1678 | 蜂須賀氏 | 蜂須賀綱通 |
| 1678～1728 | 蜂須賀氏 | 蜂須賀綱矩 |
| 1728～1735 | 蜂須賀氏 | 蜂須賀宗員 |
| 1735～1739 | 蜂須賀氏 | 蜂須賀宗英 |
| 1739～1754 | 蜂須賀氏 | 蜂須賀宗鎮 |
| 1754       | 蜂須賀氏 | 蜂須賀至央 |
| 1754～1769 | 蜂須賀氏 | 蜂須賀重喜 |
| 1769～1813 | 蜂須賀氏 | 蜂須賀治昭 |
| 1813～1843 | 蜂須賀氏 | 蜂須賀齊昌 |
| 1843～1868 | 蜂須賀氏 | 蜂須賀齊裕 |
| 1868～1871 | 蜂須賀氏 | 蜂須賀茂韶 |

## 註解
1. ↑  根據脇坂初期的城繪圖，並無此大手門，亦沒有下之城通往大手門的道路。

## 外部連結
- 洲本城WEB指南 （页面存档备份，存于）
- 三熊山・洲本城跡 （页面存档备份，存于） - 淡路島觀光指南
- 洲本城 （页面存档备份，存于） - 兵庫縣官方觀光網站
- 洲本城 （页面存档备份，存于） - 兵庫縣立歷史博物館